# Turks- és Caicos-szigeteki labdarúgó-bajnokság (első osztály)
A WIV Provo Premier League a Turks- és Caicos-szigeteki labdarúgó-bajnokságok legfelsőbb osztályának elnevezése. 1998-ban alapították és 5 csapat részvételével zajlik. 

## A 2012–2013-as bajnokság résztvevői
- AFC Academy
- Cheshire Hall
- Rozo
- SWA Sharks FC
- Teachers

## Az eddigi győztesek
- 1999 : Tropic All Stars
- 2000 : Masters FC
- 2001 : SWA Sharks FC
- 2002 : Beaches FC
- 2002/03 : Caribbean All Stars FC
- 2003/04 : KPMG United FC
- 2004/05 : KPMG United FC
- 2005/06 : Cost Right FC
- 2006/07 : Beaches FC
- 2007/08 : PWC Athletic
- 2008/09 : Digi FC
- 2009/10 : AFC Academy
- 2010/11 : Provopool FC
- 2012 : Cheshire Hall
- 2013 : Cheshire Hall